# 애런 캘버
애런 로버트 캘버(영어: Aaron Robert Calver, 1996년 1월 12일 ~ )는 오스트레일리아의 축구 선수로 포지션은 센터백이며 K리그 등록명은 아론이다.